# Arenaria pseudofrigida

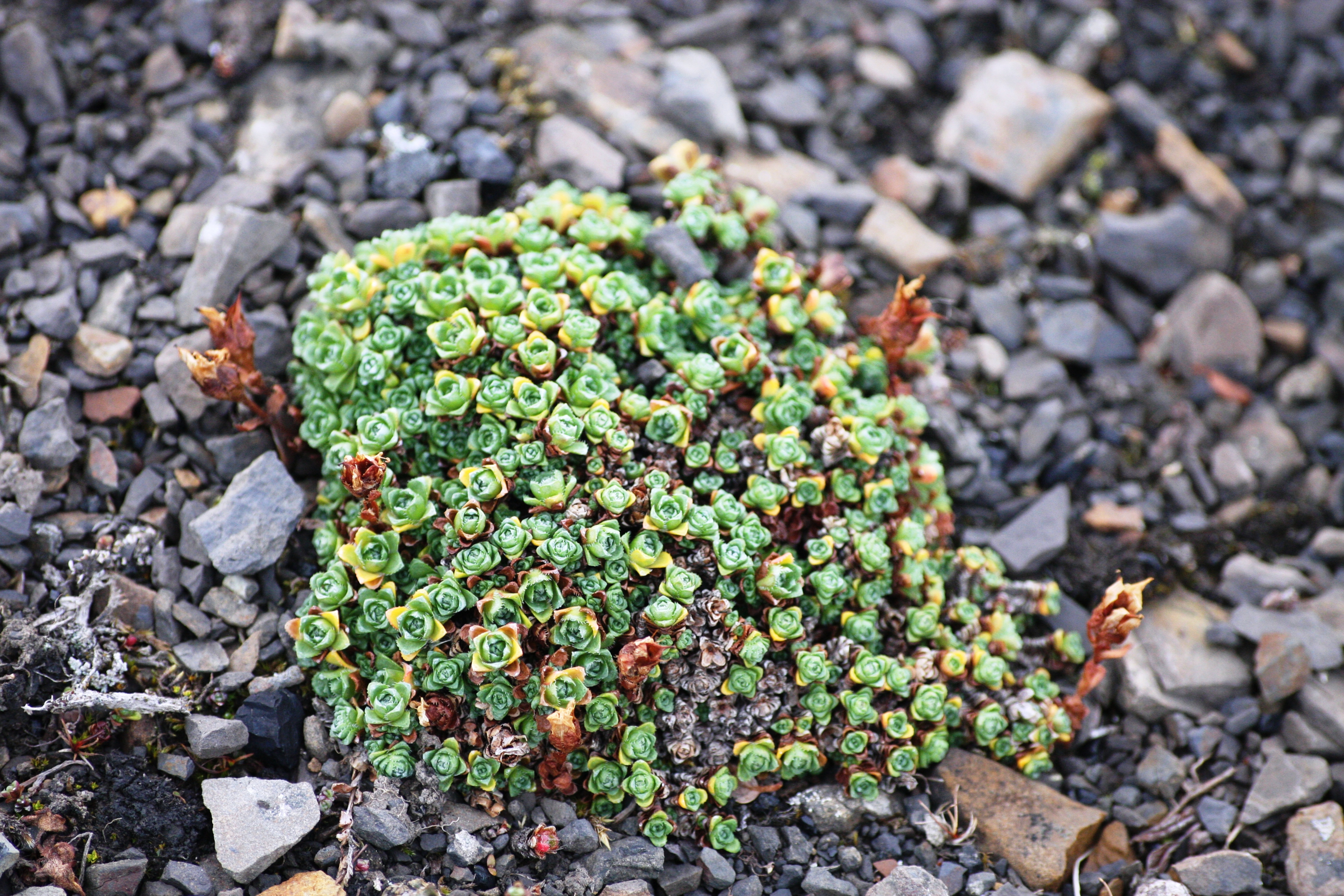

Arenaria pseudofrigida — вид трав'янистих рослин родини гвоздичні (Caryophyllaceae), поширений у Північній Європі й пн.-сх. Ґренландії. Етимологія: лат. pseudes — «хибно», лат. frigida — «холодний».

## Таксономічні примітки
Arenaria pseudofrigida є частиною невеликої європейської групи видів, A. ciliata L. aggregate, з кількома видами на відкритих, зазвичай вапняних землях у низинах і горах. A. pseudofrigida є єдиним арктичним форпостом цієї групи.

## Опис
Це багаторічні поодинокі трави, що ростуть у щільних, часто досить великих, щільних або більш вільних купинах (діаметр часто 10 см і більше). Старе листя зберігаються протягом 1–2 років. Кожна купина має один центральний корінь і широко розгалужений стеблекорінь. Стебла зелені, 3–14 см, опушені дуже коротким (менш як 0.05 мм), товстим, направленим донизу, білим волоссям. Квіткові стебла зазвичай короткі, рідко більше ніж на 2 см, і вся купина тим самим плоска. Листки супротивні, 2–5 × 1–1.5 мм, з широкими заокругленими верхівками, з широкими основами, з більш- менш чіткими середніми жилами і бічними жилками, тупі, зелені або червонуваті.
Квіти поодинокі або дуже рідко по 2–4 квітки в кластері, часто покривають всю купини, з виразним запахом ванілі. Квіти на квітконіжках 2–12 мм, радіально-симетричні, 10–12 мм у діаметрі, з 5 вільними чашолистками й пелюстками. Чашолистки 3–5 × 1.2–1.7 мм, яйцеподібні, гострі, з виразними серединними жилами, голі або з кількома короткими і товстими, білими волосками біля самої основи, червонуваті або іноді зелені, з білими або рожевими краями ≈0.3 мм шириною. Пелюстки 5–6 × 2.5–3 мм, майже в два рази довші ніж чашолистки, широко еліптичні, тупі, сильно розпростерті, напівпрозоро білі. Тичинок 10; пиляки дуже маленькі й короткі, ≈0.3 мм. Капсули 4–5 мм, трохи довші за чашолистки, грушоподібної форми, злегка глянцеві, світло-коричневого кольору з однією коміркою. Насіння 15–20 на капсулу, 0.8–0.9 мм, від чорного до червоно-коричневого, блискуче. 2n = 40.

## Поширення
Північна Америка (Ґренландія); Європа (Фінляндія, Норвегія [вкл. Шпіцберген], Швеція, Росія)
Населяє відкритий, від сухого до злегка вологого пісок або гравій.

## Відтворення
Статеве розмноження насінням; немає вегетативне розмноження. Явний запах ванілі говорить про запилення комахами і рослин часто відвідують мухи. Насіння не пристосоване до будь-якого особливого виду поширення, ймовірно, пасивно розповсюджується землею на короткій відстані. Єдиний можливий спосіб розповсюдження на далекі відстані — перебування в травному каналі птахів.